# 维克多·马丁内斯
維克多·馬丁尼茲（西班牙語：Víctor Martínez，全名維克多·赫蘇斯·馬丁尼茲 ，1978年12月23日—）出生於委內瑞拉玻利瓦爾城，曾效力於克里夫蘭印地安人和波士頓紅襪，現在效力於美國職棒大聯盟底特律老虎，他可以勝任一壘手和捕手兩個位置，同時在球隊進攻時他左右手均可以揮棒擊球。

## 職業生涯
馬丁尼茲作為自由業餘球員於1996年與大聯盟球隊克里夫蘭印地安人簽約，但是由於年輕，他一直在小聯盟進行訓練和比賽。2001年和2002年，他同時獲得了小聯盟最佳球員和最佳打擊手的獎項。在2002年9月10日，在和印第安人簽約六年後，他才終於獲得了在MLB比賽的機會。
2003年馬丁尼茲不停來回於3A的水牛城野牛和大聯盟之間，並入選了未來之星賽。
2004年馬丁尼茲開始站穩大聯盟，並成為印地安人隊的主力捕手。這個賽季他的打擊率達到了2成83，並有23支全壘打，他的108分打點還創造了印地安人隊捕手的新紀錄。他還第一次入選了全明星賽，並和伊凡·羅德里奎茲共同獲得美國聯盟捕手銀棒獎，這是自1980年這個獎項開始頒發以來第一次有兩名球員共同獲得同一位置的榮譽。
馬丁尼茲從2006賽季開始偶爾出任一壘手。作為捕手的他這個賽季讓對手總共100次盜壘成功，是大聯盟所有捕手中最高的。
2007年馬丁尼茲共擊出25支全壘打，並有114分打點，在MVP的評選中名列第七。
馬丁尼茲在2008年飽受傷病困擾，並一度陷入到全壘打荒，直到9月2日他才擊出該賽季的第一支全壘打，而整個賽季也僅僅只有兩發全壘打入賬。
2009年7月31日，在大聯盟交易截止日的最後一天，印地安人隊用馬丁尼茲交換波士頓紅襪的賈斯汀·馬斯特森、Nick Hagadone和Bryan Price。
2010年11月23日，馬丁尼茲和底特律老虎簽下4年5,000萬美金的合約 。
2018年8月15日，在球隊已邁入重建，且自己想多和家人陪伴的狀況之下，決定將在今年結束後退休，終結16年的大聯盟生涯。

## 私人生活
馬丁尼茲和妻子瑪格麗特（Margret）擁有一個兒子維克多·荷西（Victor Jose，2004年8月28日出生）和一個女兒瑪麗亞·維多利亞（Maria Victoria，2007年4月10日出生）。他們的家位於委內瑞拉的玻利瓦爾城和俄亥俄州的克里夫蘭。

## 外部鏈接
- 球員資訊和成績在MLB，ESPN，Baseball-Reference，Fangraphs，The Baseball Cube（英文）